# Нууссуак
Нууссуак (стара назва: Nûgssuaq, дан. Kraulshavn) — поселення у муніципалітеті Каасуїтсуп на північному заході Гренландії. Населення становить 204 особи (2010).

## Географія

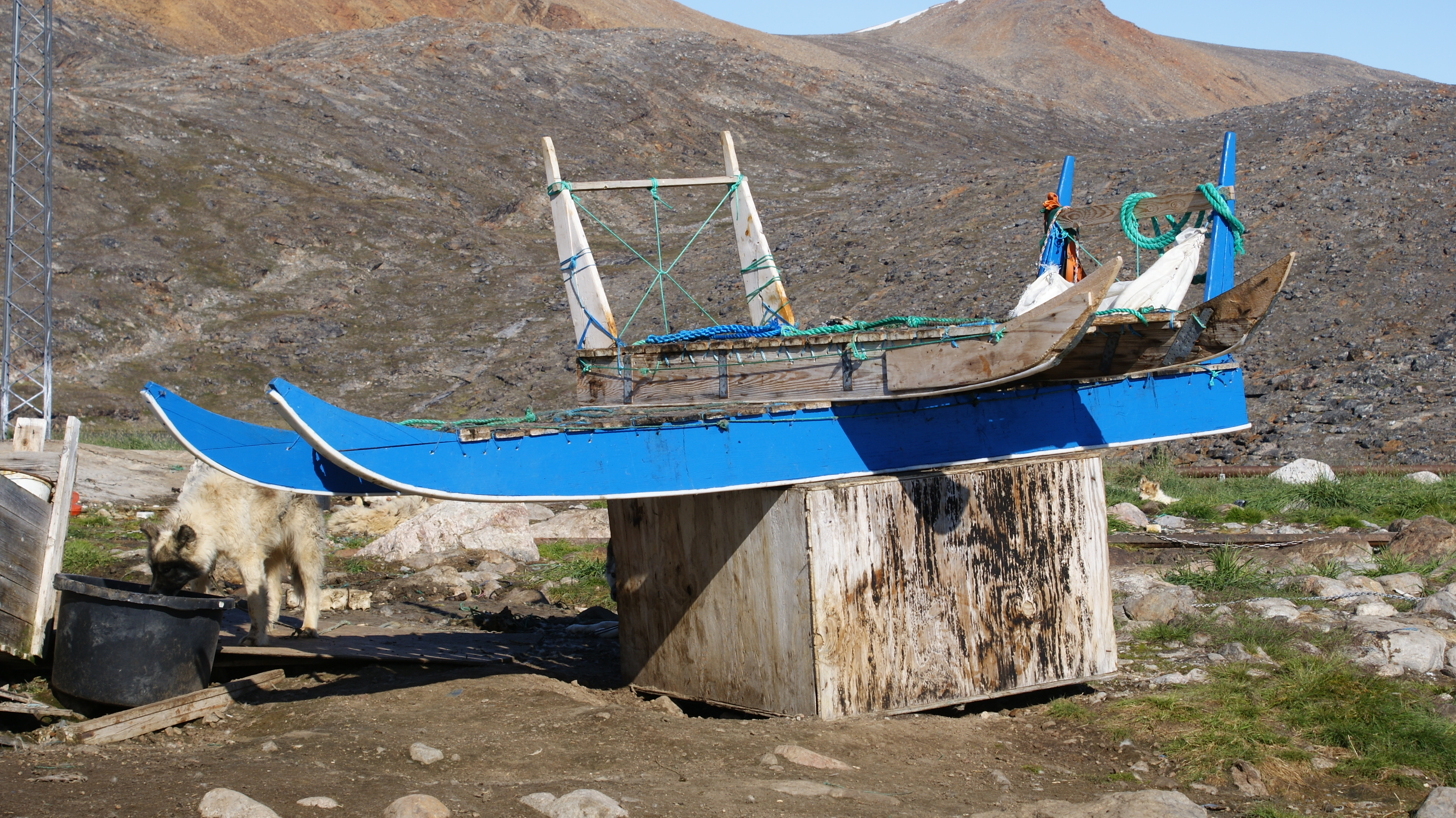
Собачі упряжки залишаються єдиним транспортним засобом взимку

Нууссуак розташований на західному краю однойменного півострова. Він належить до поселень архіпелагу Упернавік. Це єдине острівне поселення у архіпелазі, розташоване поблизу західного краю півострова Нууссуак, на північному узбережжі затоки Sugar Loaf Bay.

### Клімат
Село знаходиться у зоні, котра характеризується кліматом полярних пустель. Найтепліший місяць — липень із середньою температурою 3.3 °C (38 °F). Найхолодніший місяць — березень, із середньою температурою -23.9 °С (-11 °F).
| Клімат Нууссуака        | Клімат Нууссуака | Клімат Нууссуака | Клімат Нууссуака | Клімат Нууссуака | Клімат Нууссуака | Клімат Нууссуака | Клімат Нууссуака | Клімат Нууссуака | Клімат Нууссуака | Клімат Нууссуака | Клімат Нууссуака | Клімат Нууссуака | Клімат Нууссуака |
| Показник                | Січ.             | Лют.             | Бер.             | Квіт.            | Трав.            | Черв.            | Лип.             | Серп.            | Вер.             | Жовт.            | Лист.            | Груд.            | Рік              |
| Абсолютний максимум, °C | 1                | 0                | −1               | 2                | 7                | 13               | 13               | 11               | 7                | 7                | 2                | 2                | 13               |
| Середній максимум, °C   | −20              | −21              | −22              | −15              | −5               | 1                | 4                | 3                | 1                | −3               | −10              | −16              | −8               |
| Середня температура, °C | −21              | −23              | −23              | −17              | −7               | 0                | 3                | 3                | 0                | −4               | −11              | −17              | −10              |
| Середній мінімум, °C    | −24              | −26              | −26              | −20              | −9               | −1               | 1                | 2                | 0                | −5               | −12              | −20              | −12              |
| Абсолютний мінімум, °C  | −38              | −39              | −41              | −35              | −28              | −8               | −3               | −1               | −5               | −17              | −30              | −37              | −41              |
| ----------------------- | ---------------- | ---------------- | ---------------- | ---------------- | ---------------- | ---------------- | ---------------- | ---------------- | ---------------- | ---------------- | ---------------- | ---------------- | ---------------- |
| Джерело: Weatherbase    |                  |                  |                  |                  |                  |                  |                  |                  |                  |                  |                  |                  |                  |

## Історія

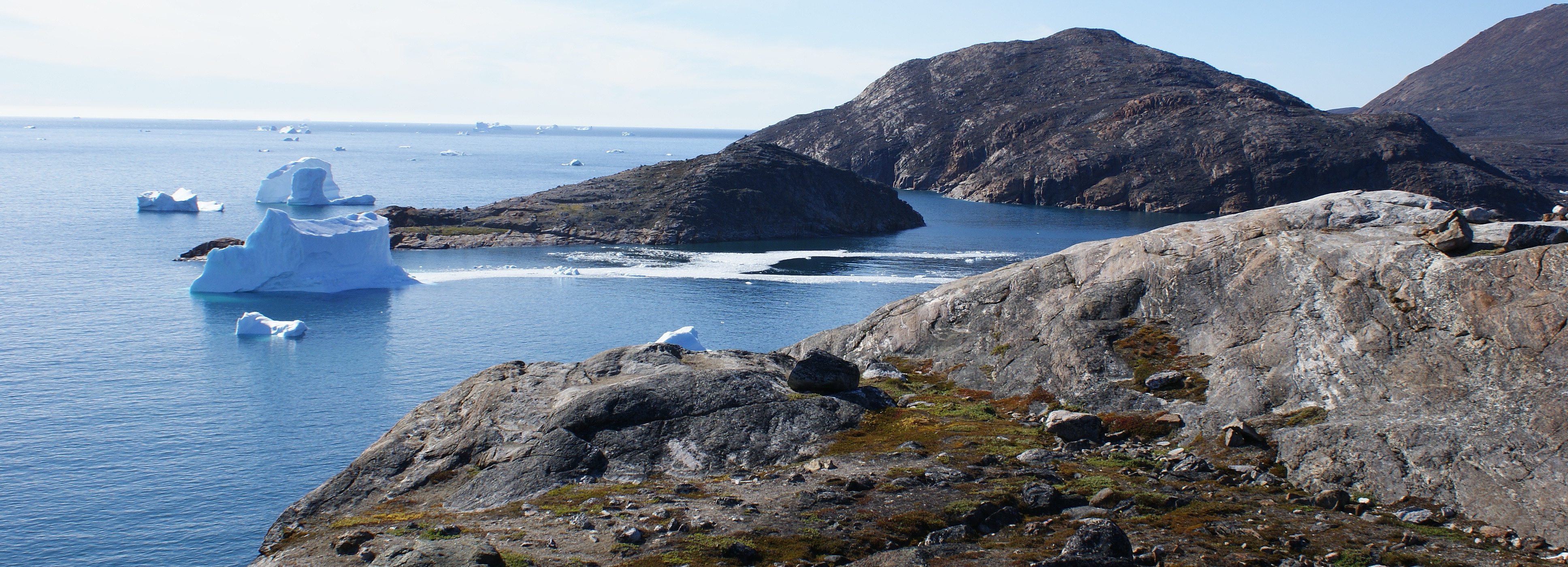
Протока в районі півострова Нууссуак

Архіпелаг Упернавік відноситься до ранніх населених районів Гренландії. Перші поселенці прибули сюди ще приблизно 2000 років до нашої ери.
Поселення було засноване в 1923 році як торговий пост. Зростання селища відбулося після Другої світової війни, коли в нього були переселені жителі дрібних навколишніх поселень.